# Gomphina donacina
Gomphina donacina is een tweekleppigensoort uit de familie van de Veneridae. De wetenschappelijke naam van de soort is voor het eerst geldig gepubliceerd in 1811 door von Mühlfeld.